# Várday Kata
Várday Kata (1570–1630) a Gutkeled nemzetséghez tartozó kisvárdai Várday család utolsó leszármazottja, nemesasszony, Telegdy Pál, majd Nyáry Pál felesége.

## Élete
Várday Miklós és Losonczy Dorottya lányaként született, fiúörökösök híján a Várday család hatalmas vagyonának egyetlen örököse volt, és a vérvonal utolsó tagja, mivel fia nem született. 1589-ben ment férjhez Telegdy Pálhoz, négy gyermekük született, közülük csak Anna lányuk érte meg a felnőttkort. 1600-ban ment feleségül báró Nyáry Pálhoz, akit református hitre térített. Alakját versek is őrzik, többek között Bornemisza Váczi Menyhárt éneket írt a gyászoló özvegynek címezve. 
Fennmaradt az asszony néhány levele is, melyet Nyáry Pállal váltott. Várday Kata feltehetően csak a második házassága idején tanult meg írni, a kor szokásai szerint olvasni már gyermekkorában megtanították, de az írást csak később sajátította el. Leveleiben aláírása „Várday Kata” volt.

## Emlékezete
Nevét viseli a kisvárdai Várday Kata Református Általános Iskola, Gimnázium és Kollégium.